# آيت عبدي (آيت عيسى أو داود)
آيت عبدي هو دُوَّار يقع بجماعة عين جمعة، عمالة مكناس، جهة فاس مكناس في المملكة المغربية. ينتمي الدوّار لمشيخة آيت عيسى أو داود التي تضم 6 دواوير. يقدر عدد سكانه بـ 596 نسمة حسب الإحصاء الرسمي للسكان والسكنى لسنة 2004.

## وصلات خارجية
- البوابة الوطنية للجماعات الترابية
- المندوبية السامية للتخطيط